# Robin Beck

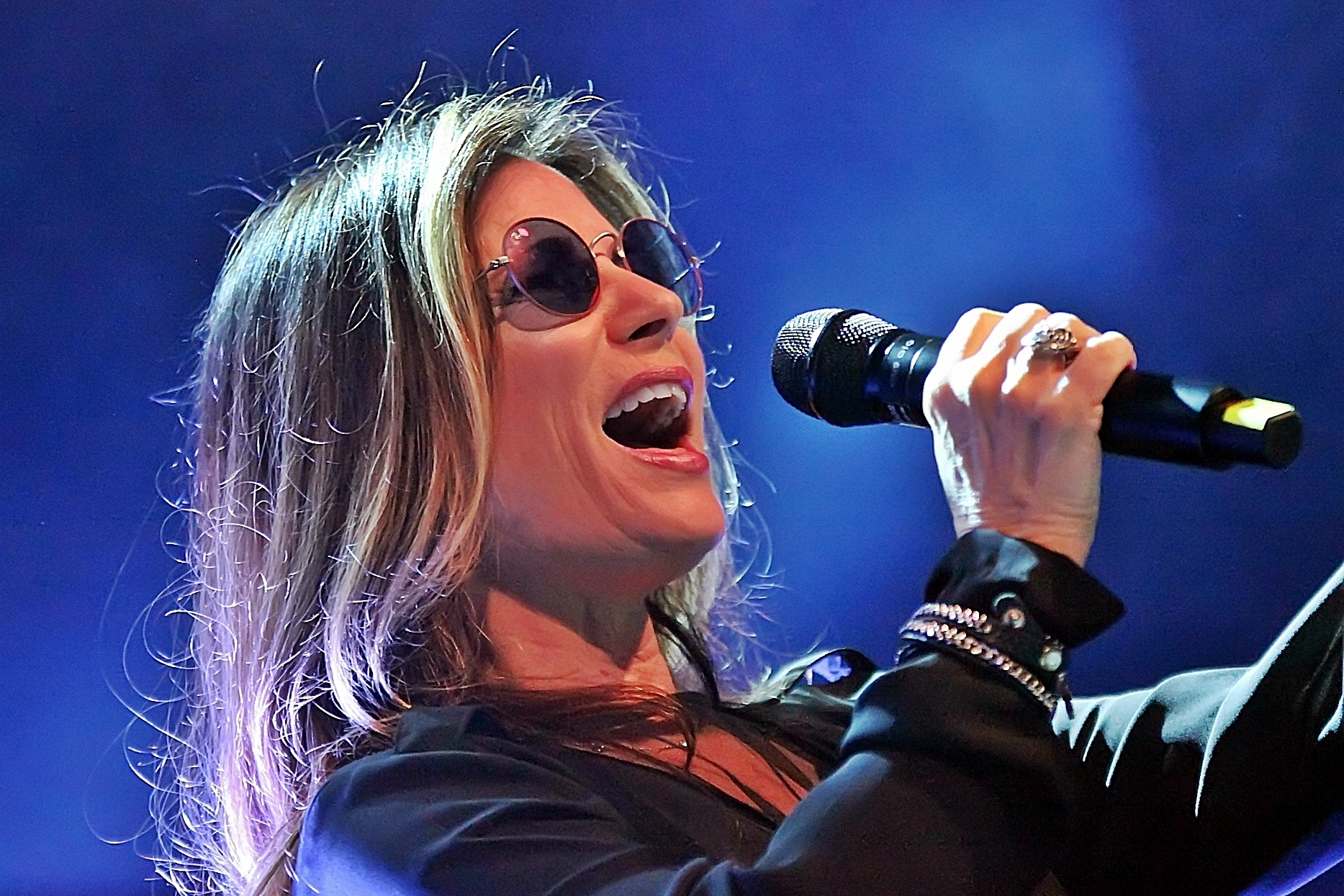
Bei einem Konzert in Fürth im November 2018

Robin Beck (* 7. November 1954 in Brooklyn, New York City) ist eine US-amerikanische Rock-Sängerin, deren Musik fast ausschließlich dem AOR-Bereich zugeordnet werden kann. Sie ist mit James Christian, dem Leadsänger der Band House of Lords, verheiratet.

## Karriere

### Anfänge
Geboren in Brooklyn als Tochter von jüdischen Einwanderern, zog Robin Beck in jungen Jahren nach Daytona Beach in Florida, wo sie von einem lokalen Musiker namens Alex London entdeckt wurde. Dieser vermittelte sie an den ebenfalls lokal bekannten Johnny Conklin. In dieser Zeit versuchte sich die Sängerin auch in diversen Bands der Gegend und schulte ihre Stimme an Standards des Great American Songbook. Ihren ersten Plattenvertrag erhielt sie nach einem Auftritt in einem Detroiter Club – die erfolglose Single Still in Love schloss sich kurz danach an. 1979 veröffentlichte sie ihr erstes Album Sweet Talk bei Mercury Records – heute eine Sammler-Rarität. Das im damals populären Disco-Stil gehaltene Werk enthielt mit dem Titelsong einen ersten Achtungserfolg für Beck. Als Backgroundsänger wurden unter anderem die späteren Stars Luther Vandross und Irene Cara verpflichtet.
Danach war Beck vor allen Dingen als Backgroundsängerin sehr gefragt. Unter anderem wirkte sie bei Produktionen von Humble Pie (Go for the Throat, 1981), Melissa Manchester (Hey Ricky, 1982; Emergency, 1983) und Leo Sayer (World Radio, 1982) mit. Auch David Bowie und Chaka Khan buchten die Sängerin. In einem Interview hob Beck allerdings insbesondere ihre Arbeit mit Patti Austin heraus, die sie 1990 für das Album Love Is Gonna Getcha als Backgroundsängerin buchte.

### Durchbruch und größter Erfolg
1988 bekam Beck das Angebot, den Song First Time für einen Coca-Cola-Werbespot zu singen. Die Popularität des Liedes war so groß, dass man sich Ende desselben Jahres entschloss, First Time auch als Single zu veröffentlichen. Der Song war in Europa überaus erfolgreich und kletterte in Großbritannien, Deutschland, der Schweiz und den Niederlanden bis auf Platz 1 der Singlecharts. Beck nahm daraufhin ein zweites Album auf, das 1989 unter dem Titel Trouble or Nothin’ weltweit veröffentlicht wurde. Mit Save Up All Your Tears und Tears in the Rain (1989) enthielt das Werk zwei Singles, die sich vor allen Dingen in Deutschland, Österreich und Schweiz gut verkauften und die Charts erreichten. So war Save Up All Your Tears sowohl in Deutschland als auch in der Schweiz ein Top-10-Erfolg. In den USA und in Großbritannien floppten die Singles. Während Beck in den USA stets unbekannt blieb, hatte sie in Großbritannien immerhin den Status eines One-Hit-Wonders.
Bemerkenswert an dem Album Trouble or Nothin’ ist die Tatsache, dass zahlreiche der enthaltenen Songs von anderen Sängerinnen aufgenommen wurden: 1989 sang Beck im Hintergrund auf dem Album Heart of Stone von Cher. Daraufhin nahm diese Save Up All Your Tears für ihr Album Love Hurts (1991) auf. Als Single konnte sie damit weltweit einen mittleren Charterfolg landen. Das Original liegt allerdings bei Bonnie Tyler, die den Song bereits 1988 für ihr Album Hide Your Heart aufgenommen hatte. Dort findet sich mit dem Titelsong ein weiteres Lied, das auch für Becks Album Trouble or Nothin’ eingespielt wurde. Einen kleinen Hit hatte allerdings erst die Hard-Rock-Gruppe Kiss damit, deren Sänger Paul Stanley den Titel mit Desmond Child und Holly Knight geschrieben hatte. Auch Tears in the Rain sollte zumindest in Deutschland und der Schweiz einige Jahre später wieder ein Hit werden – diesmal in der Version von Jennifer Rush. Weitere Songs wie If You Were a Woman (And I Was a Man) (Original: Bonnie Tyler, 1986) und Don’t Lose Any Sleep (weitere Versionen: John Waite, Starship) wurden ebenfalls durch andere Interpreten bekannt. Hauptgründe für diese zahlreichen Aufnahmen dürften wohl die beiden sehr erfolgreichen Songwriter Desmond Child und Diane Warren sein, die Beck aber auch die anderen genannten Interpreten regelmäßig mit Songs belieferten. Desmond Child fungierte außerdem als Produzent von Trouble or Nothin’.

### Weitere Karriere und Comeback
Beck konnte nie richtig an den Erfolg von First Time anknüpfen. Mehrere Jahre vergingen, bevor sie mit Human Instinct (1992) ein drittes Album veröffentlichte. Daraus ausgekoppelt konnte sie mit In My Heart to Stay noch einmal einen Platz 55 in den deutschen Single-Charts erreichen. Darüber hinaus war dem Album kein Erfolg beschieden. Zwei Jahre später folgte für Warner die CD Can’t Get Off. Darauf ist Close to You enthalten, ein Song, der zuvor in einer deutschsprachigen Version in einer Werbung von McDonald’s zu hören war. Während die englische Variante einen klassischen Liebestext bietet, wurde für die Werbung eine auf das Essen bei McDonald’s abgestimmte Fassung entwickelt („Einfach gut, bei McDonald’s ist es einfach gut …“). Close to You erreichte als bislang letzte Single einen bescheidenen Platz 79 in den deutschen Charts.
Danach wurde es ruhiger um Beck. Ihre musikalische Karriere geriet ins Abseits der öffentlichen Wahrnehmung, obwohl sie hin und wieder Singles veröffentlichte. Im Jahr 1997 wurde sie Mutter einer Tochter namens Olivia. Der Vater des Kindes und Ehemann von Beck ist der bekannte amerikanische Hardrock-Sänger James Christian. 1999 erschienen die Singles Jewel in My Crown und Shut Up and Kiss Me, die beide floppten. Außerdem nahm sie Duette mit Stan Bush, Pupo und Dan Lucas auf.
2004 veröffentlichte sie wieder ein Album – Wonderland, ein kommerzieller Flop. Bereits 2005 folgte Do You Miss Me auf dem kleinen Independent-Label Frontiers. Damit war sie zumindest in Europa wieder auf dem Musikmarkt präsent, ohne allerdings große kommerzielle Spuren zu hinterlassen. Das rockige Mainstream-Werk schloss musikalisch an Trouble or Nothin’ an. Auch Desmond Child und Dianne Warren waren wieder mit Songs vertreten. Am 6. Juli 2007 folgte das Album Livin’ on a Dream, das musikalisch ebenfalls melodisch-rockige Kost bietet. 
Nur mit zwei Neuaufnahmen ihres größten Hits First Time gelang ihr – zumindest in manchen Teilen Europas – ein kleineres Comeback in die Charts: 2003 nahm das Dance-Projekt Unique eine neue Version von First Time auf, die zum Beispiel in der Schweiz die Charts erreichte (Platz 61). 2006 folgte das Projekt Sunblock, für das Beck ihren größten Erfolg noch einmal neu einsang. Der Erfolg fiel wesentlich größer aus, denn diesmal erreichte die Single unter anderem die Top-10 in Großbritannien und Finnland.
2009 veröffentlichte Beck das Album Trouble or Nothing als 20th Anniversary Edition neu. Dabei handelte es sich um eine Neuproduktion des gesamten Albums. Enthalten sind die komplett neu eingespielten Originalsongs des Albums (neue Vocals, neue Musik) sowie vier neue Kompositionen.
Im Februar 2011 erschien Becks Album The Great Escape mit 11 Songs, das unter anderem ein Duett (That All Depends) mit Joe Lynn Turner und ein weiteres (Till the End of Time) mit ihrem Ehemann, James Christian, enthält, der das Album auch produziert hat. Das Magazin Rocks schrieb über das Album, es sei „das auf Albumdistanz überzeugendste Werk seit ›Trouble or Nothin’‹“.

## Diskografie

### Alben
| Jahr | Titel              | Höchstplatzierung, Gesamtwochen, AuszeichnungChartplatzierungen (Jahr, Titel, Platzierungen, Wochen, Auszeichnungen, Anmerkungen) | Höchstplatzierung, Gesamtwochen, AuszeichnungChartplatzierungen (Jahr, Titel, Platzierungen, Wochen, Auszeichnungen, Anmerkungen) | Höchstplatzierung, Gesamtwochen, AuszeichnungChartplatzierungen (Jahr, Titel, Platzierungen, Wochen, Auszeichnungen, Anmerkungen) | Höchstplatzierung, Gesamtwochen, AuszeichnungChartplatzierungen (Jahr, Titel, Platzierungen, Wochen, Auszeichnungen, Anmerkungen) | Anmerkungen                                                                  |
| Jahr | Titel              | DE | AT | CH | UK | Anmerkungen                                                                  |
| ---- | ------------------ | --- | --- | --- | --- | ---------------------------------------------------------------------------- |
| 1989 | Trouble or Nothin’ | DE18 (23 Wo.)DE | — | CH16 (6 Wo.)CH | — | Erstveröffentlichung: Oktober 1989 Produzenten: Desmond Child, Gavin Spencer |
| 1992 | Human Instinct     | — | AT23 (3 Wo.)AT | — | — | Erstveröffentlichung: Juli 1992 Produzent: Susan Hamilton                    |

Weitere Alben
- 1979: Sweet Talk
- 1994: Can’t Get Off
- 2004: Wonderland
- 2005: Do You Miss Me
- 2007: Livin’ on a Dream
- 2009: Trouble or Nothin’ – 20th Anniversary Edition (neu produziert plus 4 zusätzliche Titel)
- 2011: The Great Escape
- 2013: Underneath
- 2017: Love is Coming

### Singles
| Jahr | Titel Album                               | Höchstplatzierung, Gesamtwochen, AuszeichnungChartplatzierungen (Jahr, Titel, Album, Platzierungen, Wochen, Auszeichnungen, Anmerkungen) | Höchstplatzierung, Gesamtwochen, AuszeichnungChartplatzierungen (Jahr, Titel, Album, Platzierungen, Wochen, Auszeichnungen, Anmerkungen) | Höchstplatzierung, Gesamtwochen, AuszeichnungChartplatzierungen (Jahr, Titel, Album, Platzierungen, Wochen, Auszeichnungen, Anmerkungen) | Höchstplatzierung, Gesamtwochen, AuszeichnungChartplatzierungen (Jahr, Titel, Album, Platzierungen, Wochen, Auszeichnungen, Anmerkungen) | Anmerkungen                                                                        |
| Jahr | Titel Album                               | DE | AT | CH | UK | Anmerkungen                                                                        |
| ---- | ----------------------------------------- | --- | --- | --- | --- | ---------------------------------------------------------------------------------- |
| 1988 | First Time Trouble or Nothin’             | DE1 Platin · (23 Wo.)DE | AT1 (12 Wo.)AT | CH1 Gold · (21 Wo.)CH | UK1 Silber · (14 Wo.)UK | Erstveröffentlichung: 14. Oktober 1988                                             |
| 1989 | Save Up All Your Tears Trouble or Nothin’ | DE10 (15 Wo.)DE | AT27 (4 Wo.)AT | CH5 (12 Wo.)CH | UK84 (2 Wo.)UK | Erstveröffentlichung: Februar 1989                                                 |
| 1989 | Tears in the Rain Trouble or Nothin’      | DE22 (19 Wo.)DE | — | CH21 (4 Wo.)CH | — | Erstveröffentlichung: September 1989                                               |
| 1992 | In My Heart to Stay Human Instinct        | DE55 (14 Wo.)DE | — | — | — | Erstveröffentlichung: November 1992                                                |
| 1994 | Close to You Can’t Get Off                | DE79 (5 Wo.)DE | — | — | — | Erstveröffentlichung: November 1994                                                |
| 2003 | First Time –                              | — | — | CH61 (5 Wo.)CH | — | Erstveröffentlichung: April 2003 Unique feat. Robin Beck; mit Remixen von DJs@Work |
| 2006 | First Time I’ll Be Ready                  | — | — | — | UK9 (13 Wo.)UK | Erstveröffentlichung: Mai 2006 Sunblock feat. Robin Beck                           |

Weitere Singles
- 1979: Hello It’s Me
- 1979: Sweet Talk
- 1989: Save Up All Your Tears (EP)
- 1990: Don’t Lose Any Sleep
- 1992: Love Yourself
- 1993: Gonna Take a Lifetime
- 1994: If You Need Me Tonite (mit Dan Lucas)
- 1995: If Lovin’ You Is Wrong
- 1998: Non è un addio (mit Pupo)
- 1999: Shut Up and Kiss Me
- 2000: Jewel in My Crown
- 2004: My Life
- 2009: Hey … I Love You! (mit The Boyscout)

## Auszeichnungen für Musikverkäufe
| Silberne Schallplatte - Frankreich - 1989: für die Single First Time |

Anmerkung: Auszeichnungen in Ländern aus den Charttabellen bzw. Chartboxen sind in ebendiesen zu finden.
| Land/RegionAuszeichnungen für Musikverkäufe (Land/Region, Auszeichnungen, Verkäufe, Quellen) | Silber     | Gold  | Platin  | Verkäufe | Quellen           |
| -------------------------------------------------------------------------------------------- | ---------- | ----- | ------- | -------- | ----------------- |
| Deutschland (BVMI)                                                                           | —          | —     | Platin1 | 500.000  | musikindustrie.de |
| Frankreich (SNEP)                                                                            | Silber1    | —     | —       | 200.000  | infodisc.fr       |
| Schweiz (IFPI)                                                                               | —          | Gold1 | —       | 25.000   | hitparade.ch      |
| Vereinigtes Königreich (BPI)                                                                 | Silber1    | —     | —       | 250.000  | bpi.co.uk         |
| Insgesamt                                                                                    | 2× Silber2 | Gold1 | Platin1 |          |                   |

## Auszeichnungen
RSH-Gold
- 1990